# Линчёпингская кровавая баня
Линчёпингская кровавая баня (швед. Linköpings blodbad) — вошедшая в историю публичная смертная казнь, состоявшаяся в Великий четверг 20 марта 1600 года пяти шведских дворян сторонников короля Сигизмунда III Ваза, четырёх членов Совета Шведского королевства (riksrådet) и одного из командиров, оставшихся верных королю войск. Казнь произошла после войны против Сигизмунда (1598—1599), которая привела к фактическому свержению польского и шведского короля Сигизмунда III Ваза, как короля Швеции.
Казнь, которая состоялась на городской площади Линчёпинга, считается одним из величайших судебных преступлений в шведской истории. Пятеро обезглавленных были советниками короля католика Сигизмунда III Ваза и политическими противниками его дяди герцога Карла Сёдерманландского, шведского регента.
Карл Сёдерманландский учредил специальный судебный трибунал для суда над заключёнными и заслушивания членов Риксдага. В его состав входило 153 представителя парламента. Прокурором был сам регент, обвинение основывалось на 25 пунктах, самые тяжёлые из которых, касались государственной измены и ввода иностранных войск в страну.

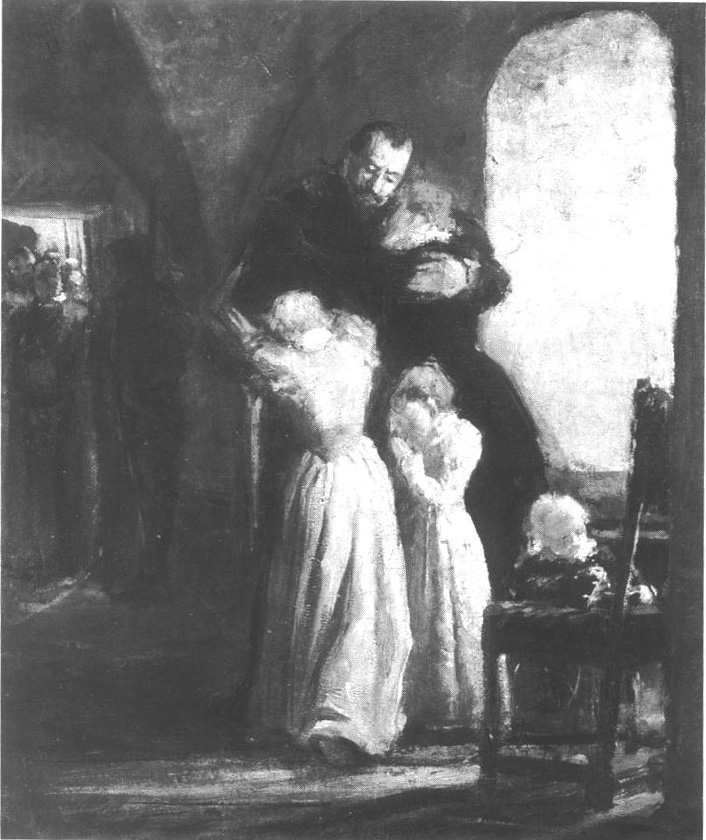
Густав Аксельссон Банер прощается со своей семьёй перед обезглавливанием на площади Линчёпинга, картина Фанни Брате.

Среди подсудимых в Линчёпинге в марте 1600 года были: Эрик Спарре (Лорд-канцлер Швеции и сенатор), сенаторы братья Густав и Стен Банеры, Туре Нильссон Бильке и Бенгт Фальк.
В те же годы состоялись в Выборге по приказу Карла Сёдерманландского в сентябре 1599 года казнь сторонников Сигизмунда вошедшая в историю как Выборгская кровавая баня. А окончание завоевания Финляндии ознаменовала Абоская кровавая баня, массовая казнь, проведённая в ноябре 1599 года.